# Chorozinho (ort)
Chorozinho är en ort i Brasilien.   Den ligger i kommunen Chorozinho och delstaten Ceará, i den östra delen av landet, 1 600 km nordost om huvudstaden Brasília. Chorozinho ligger 56 meter över havet och antalet invånare är 9 754.
Terrängen runt Chorozinho är platt. Närmaste större samhälle är Pacajus, 14,8 km norr om Chorozinho.
Omgivningarna runt Chorozinho är huvudsakligen savann. Runt Chorozinho är det ganska tätbefolkat, med 54 invånare per kvadratkilometer.